# Хјумов звиждак
Хјумов звиждак (лат. Phylloscopus humei) је мала грмуша која се гнезди у планинама унутрашње Азије. Ова грмуша је селица и зимује углавном у Индији.
Енглески назив и специфично „humei“ дао је Алан Октавијан Хјум, британског државног службеника и орнитолога са седиштем у Индији. Име рода Phylloscopus потиче од старогрчких речи phullon, „лист“, и skopos, „трагач“ (од речи skopeo, „гледати“). Као и већина сличних птица певачица, раније је била укључена у групу „грмуше Старог света“.

## Опис
Хјумова звиждак једна је од најмањих „ грмуша Старог света“. Као и већина других грмуша из овог рода, има зеленкасте горње делове и прљаво беле доње делове. Са својим дугим суперцилијумом, крунском пругом и жуто обојеним терцијалним летним крилима, веома је слична шаренокрилом азијском звиждаку (Phylloscopus inornatus). Међутим, има само једну истакнуту светлу траку на крилу, само бледи траг друге краће траке на крилу и генерално је тамније боје. Такође има тамну доњи део кљуна и ноге.
Песма хјумовог звиждака је зујава и високог тона. Најбоља разлика од шаренокрилог азијског звиждака је двослоговније оглашавање. Иако источни и западни хјумове звиждаци већ показују приметне разлике у секвенци мтДНК и звуцима, њихове песме се не разликују; репродуктивно су изоловане само алопатријом и обично се не сматрају засебним врстама.

## Екологија и еволуција
Ово је уобичајена птица планинских шума на надморској висини до 3.500 метара надморске висине. Распрострањена је од Хиндукуша и Каракорумких планина на истоку и северу до Тјен Шана у Кини и Алтајских планина у Монголији. Потпуно алопатријска подврста Phylloscopus humei mandellii,  понекад издвојена као пуна врста, у ком случају је номинована подврста Phylloscopus humei humei, јавља се на источној тибетанској висоравни. Обе популације мигрирају преко Хималаја да би презимиле у Индији и суседним регионима. Врста је такође забележена у региону Кач.
Посебно током јесење миграције, ова сићушна грмуша је склона лутању чак до западне Европе, упркос 3.000 км удаљености од места где се гнезди. Ретка је луталица у касну јесен и зиму у Великој Британији. Одрасле јединке које зимују могу много лутати лети, када су Phylloscopus humei mandellii прилично чести летњи посетиоци суптропских и умерено- планинских влажних шума Бутана, око 2.000-3.500. м надморске висине, где доминирају бутанска јела (Abies densa) или хималајска кукута (Tsuga dumosa) и рододендрони, иако се ова подврста не гнезди редовно у тој земљи.
Ова птица није стидљива, иако је због свог начина живота на дрвету и криптичних боја тешко посматрати. Стално је у покрету. Као и већина грмуша Старог света, ова мала птица певачиц је инсектојед. Гнездо се гради на земљи.
Хјумов звиждак, уобичајена врста у већем делу свог широког ареала, сматра се најмање угроженим таксоном од стране IUCN-а.
Недавно је одвојена од шаренокрилог азијског звождака (Phylloscopus inornatus), на основу разлика у морфологији, биоакустици и молекуларним карактеристикама. Ареал западног хјумовог звиждака преклапа се са ареалом шаренокрилог азијског звождака у западним Сајанским планинама, али врсте очигледно не хибридизују. Разлика између ове две врсте је оквирно процењена на пре 2,5 милиона година, а између Phylloscopus humei humei и Phylloscopus humei mandelli на око 1 милион година.